# Ӥ (слово ћирилице)
Ӥ ӥ (искошено: Ӥ ӥ) је слово ћириличног писма. Користи се у удмуртском језику, где представља блиски предњи незаокружени самогласник , и користи се само након непалатизованих денталних гласова , , , ,  и ; ћирилично слово И се користи иначе.
Такође се користи у украјинском језику, у неким књигама и текстовима.

## Рачунарски кодови
| Знак                      | Ӥ                                        | Ӥ                                        | ӥ                                      | ӥ                                      |
| ------------------------- | ---------------------------------------- | ---------------------------------------- | -------------------------------------- | -------------------------------------- |
| Назив у Уникоду           | CYRILLIC CAPITAL LETTER I WITH DIAERESIS | CYRILLIC CAPITAL LETTER I WITH DIAERESIS | CYRILLIC SMALL LETTER I WITH DIAERESIS | CYRILLIC SMALL LETTER I WITH DIAERESIS |
| Врста кодирања            | децимална                                | хексадецимална                           | децимална                              | хексадецимална                         |
| Уникод                    | 1252                                     | U+04E4                                   | 1253                                   | U+04E5                                 |
| UTF-8                     | 211 164                                  | D3 A4                                    | 211 165                                | D3 A5                                  |
| Нумеричка референца знака | &#1252;                                  | &#x4E4;                                  | &#1253;                                | &#x4E5;                                |

## Слична слова
- Ї ї : Ћириличко слово